# Temur Kuybokarov
Temur Kuybokarov  (Tashkent, 22 luglio 2000) è uno scacchista uzbeko naturalizzato australiano.
Ha ottenuto il titolo di Maestro Internazionale nel 2016, e di Grande Maestro in marzo 2019.
Nel 2016 si è trasferito in Australia, stabilendosi a Perth. È il primo Grande maestro
dell'Australia Occidentale.
All'età di 11 anni vinse una partita in una simultanea tenuta dal campione del mondo Anand a Tashkent.

## Principali risultati
- 2015 – vince con 7,5/9 il Memorial H. Aziddin di Tashkent;

- 2017 – in gennaio vince l'Australian Open di Brisbane con 8,5/11 (1a norma di grande maestro);
in febbraio realizza 4,5/9 nell'Open Aeroflot di Mosca ((2a norma di grande maestro);

- 2018 – in luglio vince con 7,5/9 il "Gold Coast Open Premier" (3a norma di grande maestro);[5]

- 2019 – in dicembre vince a Melbourne con 8,5/9 l'Australian Masters Championship;

- 2020 – in gennaio vince a Sydney il Campionato australiano.